# ابوبکر بن حسن
ابوبکر بن حسن (به عربی: ابوبکر بن حسن بن علی بن ابی طالب) پدرش حسن بن علی و مادرش ام‌کلثوم بنت عثمان است. وی در ۱۰ محرم در کربلا کشته شد. نام وی بنا به مشهور ابوبکر است، ولی برخی او را عبداللّه، یا عبداللّه الاکبر نیز نوشته‌اند. به اعتقاد برخی وی و قاسم بن حسن از یک مادر بودند.

به روایت برخی منابع، حسین بن علی دخترش سکینه را به ازدواج وی در آورد.
وی پس از برادرش قاسم بن حسن به میدان رفت. مقبره وی در مقبره دسته جمعی شهدای هاشمیان در پایین حرم حسینی است. نام وی در زیارت ناحیه وارد گشته و آمده‌است: «السلام علی ابی بکر بن الحسن الولی، المرمی بالسهم الردی، لعن الله قاتله عبدالله بن عقبه الغنوی»

## او در کربلا
ابوبکر همراه عمویش حسین بن علی از مدینه تا مکه و سپس به کربلا آمد و در روز عاشورا به میدان رفت و پس از نبردی دلاورانه با تیر عبداللّه عُقْبَهْ غَنَوی کشته شد. محمد باقر در حدیثی وی را عُقْبَه غَنَوی معرفی کرده‌است، ولی برخی قاتل او را حرملة بن کاهل اسدی دانسته‌اند.
بنابراین احتمال می‌رود، چنان که صاحب بحارالانوار اشاره کرده‌است عبداللّه بن عقبه و حرمله در به قتل رساندن وی شریک بوده باشند.
ابوالفرج اصفهانی مرگ ابوبکر بن حسن را پیش از مرگ قاسم بن حسن دانسته است. ولی برخی دیگر مرگش را پس از مرگ قاسم آورده‌اند.

## گفتاوردها
مقصود شاعر نیز در شعر زیر همین ابوبکر بن حسن است: 
 در زیارت منسوب به ناحیه مقدسه از وی چنین یاد شده‌است: 